# غوردون بيل (جراح)
غوردون بيل (بالإنجليزية: Francis Gordon Bell)‏ هو جراح نيوزيلندي، ولد في 13 سبتمبر 1887، وتوفي في 28 فبراير 1970.